# Pierre Alechinsky
Pierre Alechinsky (Bruselas, 19 de octubre de 1927) es un pintor y grabador belga cuya obra reúne características del expresionismo y el surrealismo.

## Biografía

### Juventud
Hijo de un matrimonio de médicos, el padre de Alechinsky era ruso de origen judío y la madre era valona. 
De 1944 a 1948, Alechinsky estudia en la École Nationale Supérieure d'Architecture et des Arts Décoratifs de la Cambre en Bruselas, mostrando especial interés por las técnicas de ilustración de libros y tipografía. Durante esta época descubre la obra de Henri Michaux, de Jean Dubuffet y de los surrealistas. Comienza a pintar en 1947 y se relaciona con artistas como Louis van Lint, Jan Cox, y Marc Mendelson.

### Trayectoria
Conoció por aquella época al poeta Christian Dotremont, uno de los miembros fundadores del grupo CoBrA, uniéndose Alechinsky en 1949. Participa asimismo en la primera exposición internacional del grupo en Ámsterdam. Empieza a trabajar en lienzos colaborando con Karel Appel y otros miembros. Tras la disolución del grupo se traslada a París en 1951, donde estudia técnicas de grabado, entrando en contacto con varios surrealistas, conociendo a Alberto Giacometti, Bram van Velde, Victor Brauner y al caligrafista japonés Shiryu Morita. Es asimismo en París donde presenta su primera exposición en solitario en 1954.
Alrededor de 1960, muestra sus obras en Londres, Berna y en la Bienal de Venecia, y posteriormente en Pittsburgh, Nueva York, Ámsterdam y Silkeborg. Tan pronto como su fama ha ido creciendo a nivel internacional, ha trabajado con Wallace Ting, siempre manteniendo estrechos vínculos con Christian Dotremont así como con André Breton. Su reputación internacional continuó a lo largo de la década de 1970 y en 1983 entró como profesor de pintura en la Escuela nacional superior de Bellas Artes de París. En 1994 le fue concedido el título de doctor honoris causa de la Universidad Libre de Bruselas y un año después, en 1995 uno de sus diseños fue impreso en los sellos de Bélgica.
Alechinsky vive actualmente en Bougival, Francia, donde sigue pintando y haciendo grabados e ilustraciones para libros.

## Análisis
Alechinsky posee un vigoroso estilo, expresivo y próximo a la abstracción, desde mediados de los años sesenta, prefiere trabajar con materiales más inmediatos y fluidos que el óleo, como la tinta o los acrílicos. Frecuentemente su obra incluye notas marginales. 
Alechinsky ha realizado numerosas exposiciones en Europa así como en América. Su exposición más reciente  ha sido una retrospectiva organizada por el Musées royaux des Beaux-Arts de Bélgica, en 2007.